# Chaguaramas (Wenezuela)
Chaguaramas – miasto w Wenezueli, w stanie Guárico.